# Accord Gaza-Jéricho
L'accord Gaza-Jéricho, officiellement désigné sous le nom d'accord sur la bande de Gaza et la région de Jéricho, constituait un traité consécutif aux premiers accords d'Oslo, établissant les détails de l'autonomie palestinienne. Communément appelé l'accord du Caire de 1994, il a été signé le 4 mai 1994 par Yasser Arafat et le Premier ministre israélien de l'époque, Yitzhak Rabin.

## Contexte
L'accord envisageait l'instauration d'une autonomie palestinienne limitée en Cisjordanie et dans la bande de Gaza dans un délai de cinq ans. Conformément à ses dispositions, Israël s'engageait à se retirer partiellement de la région de Jéricho en Cisjordanie et d'une partie de la bande de Gaza dans les trois semaines suivant la signature. L'accord a conduit à la création de l'Autorité palestinienne, énoncée à l'article III relatif au transfert d'autorité, avec Yasser Arafat investi en tant que premier président de l'Autorité palestinienne le 5 juillet 1994, lors de la cérémonie officielle d'inauguration.
D'autres aspects de l'accord incluaient le protocole sur les relations économiques, également connu sous le nom de protocole de Paris, et l'établissement de la force de police civile palestinienne. Le protocole de Paris régissait les relations économiques entre Israël et l'Autorité palestinienne, bien que dans la pratique, il ait intégré l'économie palestinienne à celle d'Israël. Le protocole de Paris 1994 a reconnu à Israël le contrôle exclusif des frontières des territoires, ainsi que le droit de percevoir les droits d’importation et la TVA pour l’Autorité palestinienne. Toutefois la majeure partie des droits de douane sont retenus à la suite de l’attaque du 7 octobre 2023 contre Israël.
L'accord a été intégré et remplacé par l'accord d'Oslo II, formellement désigné comme l'accord intérimaire sur la Cisjordanie et la bande de Gaza conclus les 24 et 28 septembre 1995 (Oslo II, article XXXI, clauses finales).